# Washington Open 2000 - Qualificazioni doppio
Le qualificazioni del doppio al Washington Open 2000 sono state un torneo di tennis preliminare per accedere alla fase finale della manifestazione. I vincitori dell'ultimo turno sono entrati di diritto nel tabellone principale. In caso di ritiro di uno o più giocatori aventi diritto a questi sono subentrati i lucky loser, ossia i giocatori che hanno perso nell'ultimo turno ma che avevano una classifica più alta rispetto agli altri partecipanti che avevano comunque perso nel turno finale.
Le qualificazioni del doppio al torneo Washington Open 2000 prevedevano 8 coppie partecipanti di cui 2 sono entrate nel tabellone principale.

## Teste di serie
1. Barry Cowan /  Kevin Kim (primo turno)
2. Jérôme Golmard /  Rainer Schüttler (Qualificati)

1. Enrique Abaroa /  Michael Joyce (primo turno)
2. George Bastl /  Christophe Rochus (ultimo turno)

## Qualificati
1. Guillermo Coria  /   Fernando González

1. Jérôme Golmard  /   Rainer Schüttler

## Tabellone

### Legenda
| - Q = Qualificato - WC = Wild card - LL = Lucky loser | - ALT = Alternate - SE = Special Exempt - PR = Protected Ranking | - w/o = Walkover - r = Ritirato - d = Squalificato |

### Sezione 1
|  | Primo turno | Primo turno                       | Primo turno                     | Primo turno | Primo turno |  |  | Ultimo turno | Ultimo turno                      | Ultimo turno | Ultimo turno | Ultimo turno |  |
|  |             |                                   |                                 |             |             |  |  |              |                                   |              |              |              |  |
|  |             | Guillermo Coria Fernando González | 3                               | 7           | 7           |  |  |              |                                   |              |              |              |  |
|  | 1           | Barry Cowan Kevin Kim             | 6                               | 64          | 5           |  |  |              | Guillermo Coria Fernando González | 6            | 4            | 7            |  |
|  | 4           | George Bastl Christophe Rochus    | George Bastl Christophe Rochus  | 6           | 6           |  |  | 4            | George Bastl Christophe Rochus    | 2            | 6            | 65           |  |
|  |             | Damisa Robinson H'Cone Thompson   | Damisa Robinson H'Cone Thompson | 0           | 2           |  |  |              |                                   |              |              |              |  |

### Sezione 2
|  | Primo turno | Primo turno                     | Primo turno                    | Primo turno | Primo turno |  |  | Ultimo turno | Ultimo turno                    | Ultimo turno                    | Ultimo turno | Ultimo turno |  |
|  |             |                                 |                                |             |             |  |  |              |                                 |                                 |              |              |  |
|  | 2           | Jérôme Golmard Rainer Schüttler | 4                              | 6           | 6           |  |  |              |                                 |                                 |              |              |  |
|  |             | Irakli Labadze Michael Russell  | 6                              | 3           | 3           |  |  | 2            | Jérôme Golmard Rainer Schüttler | Jérôme Golmard Rainer Schüttler | 7            | 6            |  |
|  |             | Giorgio Galimberti Andrew Ilie  | Giorgio Galimberti Andrew Ilie | 6           | 6           |  |  |              | Giorgio Galimberti Andrew Ilie  | Giorgio Galimberti Andrew Ilie  | 65           | 4            |  |
|  | 3           | Enrique Abaroa Michael Joyce    | Enrique Abaroa Michael Joyce   | 4           | 3           |  |  |              |                                 |                                 |              |              |  |